# 高積勳
高積勳（?—?），河南省陳州府項城縣人，清朝政治人物、同進士出身。
光緒三年（1877年），参加丁丑科殿試，登進士三甲第109名。同年五月，分部學習。